# Frank Klopas
Fotios „Frank“ Klopas (griechisch Φώτιος „Φρανκ“ Κλόπας, * 1. September 1966 in Prosymna) ist ein ehemaliger griechisch-US-amerikanischer Fußballspieler auf der Position des Stürmers und heutiger Fußballtrainer. Zuletzt war er zwischen Ende 2013 und August 2015 als Cheftrainer beim kanadischen Franchise Montreal Impact in der nordamerikanischen Profiliga Major League Soccer (MLS) tätig.
Zuvor trainierte Klopas die Mannschaften von Chicago Storm und Chicago Fire. Unter dem Spitznamen Kid Klopas war er auch als Kommentator bei dem Fernsehsender Comcast SportsNet Chicago aktiv.

## Spielerkarriere

### Jugend
Im Alter von acht Jahren siedelte Klopas mit seiner Familie von Griechenland in die USA um. Er besuchte in Chicago die Mather High School und spielte für die dortige Schulmannschaft, mit denen er in seinem letzten Jahr die Meisterschaft in der Chicago Public League feierte. Im Alter von 18 Jahren erhielt er die US-amerikanische Staatsbürgerschaft.

### Profi
1983 unterzeichnete er einen Vertrag bei Chicago Sting, die damals in der North American Soccer League spielten. Durch Verletzungen verpasste er aber die letzte NASL-Saison der Mannschaft. In den kommenden Jahren spielte er für Sting in der Major Indoor Soccer League. Er wurde nach Ende der Saison 1986/1987 in das zweite All-Star Team berufen.
Nach Auflösung der Mannschaft wechselte er 1988 zu AEK Athen. In seinem Geburtsland wurde er ein fester Bestandteil bei den Athenern. Aufgrund einer Verletzung, die er sich 1991 zuzog, musste er fast zwei Jahre lang pausieren. 1992 unterzeichnete er einen Vertrag mit dem US-amerikanischen Fußballverband United States Soccer Federation um in Vollzeit für die Fußballnationalmannschaft der Vereinigten Staaten spielen zu können. Nach der Fußball-Weltmeisterschaft 1994 wechselte er zu Apollon Smyrni und blieb dort bis 1996.
Mit Gründung der Major League Soccer und Ausspielung der ersten Saison im Jahr 1996 wechselte Klopas zu den Kansas City Wiz. Bei den späteren Wizards spielte er die ersten beiden Spielzeiten der MLS, ehe er 1998 zu dem damaligen Expansion-Franchise Chicago Fire wechselte. Bis zu seinem Karriereende, welches er am Ende der Saison 1999 bekannt gab, spielte er zwei Jahre lang für Fire und konnte zweimal den U.S. Open Cup und einmal den MLS Cup mit der Mannschaft gewinnen.

### Nationalmannschaft
Klopas gab sein Debüt für die Fußballnationalmannschaft der Vereinigten Staaten im Jahr 1987. Insgesamt erzielte er 12 Tore in 39 Länderspielen. Er war Teil der Mannschaft bei den Olympischen Sommerspielen 1988 und bei der Fußball-Weltmeisterschaft 1994. Bei der Copa América 1995 erzielte er das erste Tor beim 3:0-Sieg gegen Argentinien. Die USA belegte am Ende den vierten Platz.

## Trainerkarriere
Am 2. Juni 2004 übernahm Klopas das Traineramt bei Chicago Storm, die ihre erste Saison in der Major Indoor Soccer League spielten. In deren zweiter Saison erreichte er mit der Mannschaft das Halbfinale der Play-offs. Am 24. Juli 2006 wurde sein Vertrag aufgelöst.
Im Januar 2008 wurde er Technischer Direktor bei Chicago Fire. Am 30. Mai 2011 trennte sich Fire von ihrem bisherigen Trainer Carlos de los Cobos. Klopas übernahm den Posten und konnte am 12. Juni seinen ersten Sieg als MLS-Trainer feiern. Am 30. Oktober 2013 trat er von seinem Amt zurück.
Nach Ende der MLS-Saison 2013 trat Klopas als Nachfolger des Schweizers Marco Schällibaum das Amt des Trainers beim kanadischen MLS-Franchise Montreal Impact an. In seiner ersten Saison bei Montreal konnte Klopas nur den zehnten und damit letzten Platz der Eastern Conference in der MLS erreichen, gewann aber die Canadian Championship 2014. 2015 erreichte er mit Montreal Impact das Finale der CONCACAF Champions League, unterlag in den beiden Spielen gegen den Finalgegner Club América aber mit insgesamt 3:5 Toren.
Am 30. August 2015 wurde Klopas bei Montreal Impact entlassen. Zuvor hatte Impact im Finale der Canadian Championship und anschließend das Liga-Derby gegen den Toronto FC verloren.

## Privates
Klopas ist Besitzer des Jugendfußballklubs F.C. Drive in Chicago. Er lebt gemeinsam mit seiner Frau in Chicago.

## Erfolge & Ehrungen
Chicago Sting
- NASL Championship: 1984

AEK
- Griechische Meisterschaft: 1989, 1992, 1993, 1994
- Griechischer Super Cup: 1989
- Griechischer Ligapokal: 1990

Chicago Fire
- MLS Cup: 1998
- U.S. Open Cup: 1998
- Am 5. Juni 2004 wurde er in den Ring of Fire aufgenommen. In diesen Kreis kommen Spieler und Funktionäre, die sich um Chicago Fire verdient gemacht haben. Außerdem wurde er 2005 in die Illinois Soccer Hall of Fame aufgenommen.